# White River (Indiana)
De White River is een zijrivier van de Wabash River in Indiana. De White River bestaat uit twee takken, de westtak en de oosttak.
De westtak is 439 km lang en stroomt onder andere door de hoofdstad Indianapolis voordat hij met de 261 km lange oosttak samenvloeit. Beide takken stromen dan nog eens 72 km richting de grens met Illinois alwaar de rivier in de Wabash vloeit.